# Santa Rosa (Urugwaj)
San Rosa – miasto w Urugwaju, w departamencie Canelones.